# NUDCD3
NUDCD3‏ (NudC domain containing 3) هوَ بروتين يُشَفر بواسطة جين NUDCD3 في الإنسان.

## الوظيفة
يعمل ناتج هذا الجين على الحفاظ على استقرار سلسلة الداينين الوسيطة. يؤدي نقص هذا الناتج إلى تكتل وتحلل سلسلة الداينين الوسيطة، واختلال موضع مركب الداينين في الحيز الحركي، والأنابيب الدقيقة المغزلية، وأقطاب المغزل، وفقدان جاما-تيوبيولين من أقطاب المغزل. يتمركز البروتين في جهاز غولجي خلال الطور البيني، وتزداد مستوياته بعد انتقال G1/S.